# ساری‌اوزن (حوضه ایرتیش)
ساری‌اوزن (قزاقی: Сарыөзен) یک رودخانه در کشور قزاقستان است.